# Mark Andrew Draper
Mark Draper (Long Eaton, Derbyshire, 11 de novembre de 1970) és un exfutbolista anglès, que ocupava la posició de migcampista. Va ser internacional amb la selecció anglesa sub-21.
Va formar-se al planter del Notts County FC, amb qui debutaria professionalment el 1988. Prompte va ser un dels jugadors més destacats del club d'eixa època, tot jugant 222 partits i marcant 40 gols entre 1988 i 1994. Pretés per diversos equips, a les postres fitxa pel Leicester City FC per 1,25 milions de lliures.
Juga amb el Leicester la campanya 94/95, en la qual disputa 39 partits i marca cinc gols. A l'any següent recala a l'Aston Villa FC, que es fa amb els seus serveis per 3,25 milions de lliures esterlines. Durant quatre anys, Draper serà titular del conjunt de Birmingham. En aquest perïode, guanya la Copa de la Lliga de 1996 i arriba a ser cridat per la selecció anglesa, amb qui no arriba a debutar.
La temporada 99/00 no compta per a l'Aston Villa. Tan sols disputa un encontre abans de ser cedit al Rayo Vallecano, de la primera divisió espanyola. A l'any següent és venut al Southampton FC, on penja les botes el 2003.